# 町内の若い衆
町内の若い衆（ちょうないのわかいしゅう）は、古典落語の演目の一つ。上方および、東京の一部の演者においては町内の若衆（ちょうないのわかしゅ、ちょうないのわかじゅ）という演題になる｡

## 概要
原典とみられるものは1690年（元禄3年）の笑話本『枝珊瑚珠』に収載された「人の情」。大まかなストーリーは原話以来ほぼ不変とされ、これは落語の数多い演目の中できわめて珍しい。
主な演者に4代目柳家小せん、7代目立川談志、3代目柳家権太楼、6代目五街道雲助、柳家喜多八、古今亭菊之丞らがいる。

## あらすじ
ある職人の男が、「親分（大将とも）」の顔を見ようと彼の自宅に寄ってみると、親分は留守で、親分の妻だけが在宅していた。男は、親分の妻と茶話をしていると、庭のほうで工事の音がするのに気づく。親分の妻は「茶の湯を習い始めたため、茶室の増設をしている」と言うので、男が「この不景気に建て増しをするとは、おたくの大将は働き者ですね」とほめると、「うちの人の働きではございません。町内の若い衆が、寄ってたかってこしらえてくれたようなものです」と謙遜する。
男は帰路につきながら、親分の妻の奥ゆかしい態度に感心し、さらに、女らしさを失った自分の妻と比較して情けなく感じ、「あれは女じゃない、亭主の命を削るカンナだ」とつぶやく。
自宅に帰った男は妻に親分宅での一部始終を話し、「お前にこういう受け答えができるのか」となじると、妻は「言ってやるから、茶室を建て増ししてみろ」と、男の痛いところを突く。ぐうの音も出なくなった男は「湯に行く」と言い捨てて自宅を飛び出す。
男は偶然、友人に行き会ったので、友人に「何でもいいから手当たり次第に家のことをほめてくれ。最後に、『おたくの大将は働き者ですね』と言ってみてくれ」と頼む。
友人はしぶしぶ男宅に行って男の妻に会い、部屋を見回しつつ、天井に張ったクモの巣や、部屋に家具の一切ない様子などをほめてみるが、うまくいかない。そのうち、男の妻が妊娠していることに気づいた友人が、「この不景気に赤ん坊をこしらえるなんて、おたくの大将は働き者ですね」と言うと、男の妻は、
「うちの人の働きではないわよ。町内の若い衆が、寄ってたかってこしらえてくれたようなものよ」